# غاتينو (كيبك)
غاتينو، كيبك (بالإنجليزية: Gatineau) هي مدينة كندية تقع في مقاطعة كيبك. تبلغ مساحة هذه المدينة 342.3157 (كم²)، ويبلغ عدد سكانها 242124 نسمة حسب إحصاء سنة 2006 م، بينما كان يسكنها 226696 نسمة في سنة 2001 م. تحتل هذه المدينة المرتبة رقم 17 بين مدن كندا حسب عدد السكان والمرتبة رقم 4 في المقاطعة. النمو سكاني في هذه المدينة يقدر بـ(6.8).

## توأمة
لغاتينو (كيبك) اتفاقيات توأمة مع كل من:
- دي موين
- تانقيرانغ
- إدمونتون

## أعلام
- ماكسيم تيسوت
- أليكساندر ر. بيكار
- أوليفييه هانلان
- بيرت لورانس
- جان غرافيل
- جان ألفرد
- ديريك بلاكبيرن
- اندريه تثربين

## وصلات خارجية
- الأطلس الحكومي لكندا
- إحصاءات كندا مع ساعة تعداد السكان